# Джекі Сміт
Жаклін Джилл Сміт (англ. Jacqueline Jill Smith, більш відома як Джекі Сміт, англ. Jacqui Smith; нар. 3 листопада 1962, Малверн, Вустершир, Англія) — британський політик-лейборист, член парламенту з 1997 до 2010. 
З 1999 по 2006 рік обіймала молодші міністерські пости в уряді Тоні Блера, в 2006 році була призначена старшим організатором Лейбористської партії. У 2007 році в рамках кадрових перестановок, проведених новим прем'єр-міністром Гордоном Брауном, Сміт стала першою в історії Великої Британії жінкою, що зайняла пост міністра внутрішніх справ, і залишалася на цій посаді до 2009 року.